# Classe 500
La Classe 500, riservata a motocicli con cilindrata fino a 500 cm³, è stata una categoria del Campionato del mondo di velocità dal 1949 al 2001, anno in cui fu sostituita dalla MotoGP.

## Storia
La "Classe 500" si è disputata ininterrottamente per 53 anni, dalla nascita del Motomondiale alla stagione 2001. In questo mezzo secolo è stata la classe di maggior cilindrata, ad esclusione delle stagioni 1977, 1978 e 1979, durante le quali venne sperimentata la Formula 750.

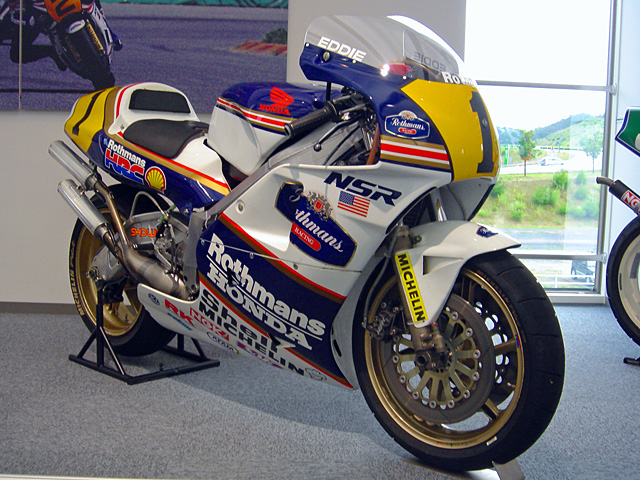
Honda NSR 500 di Eddie Lawson del 1989

La lunga storia della "Classe 500" si divide in due parti: la prima dominata da moto con propulsori a 4T di costruzione europea e la seconda egemonizzata da moto con propulsori 2T di costruzione giapponese.
Le motorizzazioni 4T avevano dominato tutte le edizioni del campionato "500" fino al 1974, quando l'avvento delle Case giapponesi aveva mutato la tipologia dei propulsori, orientandosi stabilmente sulla tecnica duetempistica. Negli anni settanta, infatti, l'evoluzione dei materiali costruttivi ed i nuovi sistemi di raffreddamento a liquido, avevano risolto i problemi delle frequenti rotture nei motori, dovute a carenza qualitativa della componentistica e soprattutto, agli eccessivi riscaldamento o raffreddamento del gruppo termico. In occasione del GP di Germania del 1976, svoltosi il 29 agosto sul circuito del Nürburgring, si registrò l'ultima vittoria di una moto 4T in questa classe, congiuntamente all'ultima vittoria nella lunga carriera di Giacomo Agostini.
Nell'ultimo quarto di secolo della "Classe 500", è stato riscontrato il progressivo e continuo aumento della diversità tecnologica tra i veicoli di normale produzione, normalmente a 4T, e quelli costruiti per le competizioni, tutti a 2T, evidenziando l'impossibilità di trasferire, nella corrispondente produzione di maximoto della grande serie, le migliorie tecnologiche sperimentate nelle gare, con immenso spreco di risorse tecnologiche ed economiche.
A partire dalla stagione agonistica del 2002 la "Classe 500" è stata abolita e sostituita con la MotoGP il cui regolamento prevede una diversificazione dei limiti di peso e cilindrata per motori a 2T rispetto ai 4T, all'evidente scopo di favorire l'utilizzo di questi ultimi.

## Classifiche dei titoli
Il pilota maggiormente titolato in questa classe è Giacomo Agostini, con 8 campionati mondiali conquistati, seguito da Mick Doohan con 5 e da Geoffrey Duke, Mike Hailwood, Eddie Lawson e John Surtees, a pari merito con 4 campionati a testa.
Per quanto riguarda la ripartizione dei 53 titoli costruttori assegnati nella "classe 500", la marca maggiormente titolata è la MV Agusta che si è aggiudicata 16 campionati mondiali, seguita dalla Honda con 13 e dalla Yamaha con 9. Tra le case iridate risultano anche la Suzuki (7), la Gilera (5), la Norton (2) e la AJS con un solo titolo, il primo del 1949.
In totale vennero disputati 580 gran premi e i piloti con il maggior numero di vittorie singole sono Agostini con 68, Doohan con 54 e Hailwood con 37. Per quanto riguarda le case, le prime tre posizioni sono occupate da Honda con 156 vittorie, seguita da MV Agusta con 139 e Yamaha con 120.

## Criteri di assegnazione dei punti
Il primigenio criterio di assegnazione dei punti, adottato nel 1949, ha subito molte variazioni nel susseguirsi dei vari campionati; tanto che applicando ad ogni campionato i criteri dei successivi o precedenti a volte risulta un diverso vincitore del titolo piloti o costruttori.
Dal 1949 al 1976 è stato posto un limite ai risultati validi per evitare che con una serie ininterrotta di dignitosi piazzamenti, favoriti dagli altrui ritiri, si potesse vincere il campionato senza aver mai vinto una gara.

Solamente per il 1976, per la quale venivano considerati i migliori 6 piazzamenti: avendo suddiviso il campionato in due metà erano ritenuti validi i migliori 3 risultati tra le prime cinque gare, e i migliori 3 negli ultime cinque gare della stagione.
Circa l'aspetto numerico del punteggio, nel 1949 si partì con l'assegnare punti ai primi cinque piloti classificati di ogni gara, oltre a 1 punto all'autore del giro più veloce, l'anno seguente vennero assegnati ai primi sei classificati, togliendo il punto aggiuntivo per il giro veloce.
Dal 1969 al 1988 il punteggio sempre più ampliato fino ad arrivare a premiare i primi 15, mentre nel 1993 venne modificato con l'aumento del punteggio dei primi tre classificati.
Per l'assegnazione dei punti relativi al "Titolo Costruttori" ci si basa sempre sul punteggio assegnato ai piloti, ma si sommano solo i punti conquistati dal migliore piazzamento per gara di ogni scuderia.

## Regolamento tecnico
L'ultima versione del regolamento (dal 1993 al 2001) per questa categoria imponeva d'avere un peso minimo delle moto pari a 100 kg per le bicilindriche, 115 per le tricilindriche e 130 per le quadricilindriche.

## Modelli di motocicletta della categoria

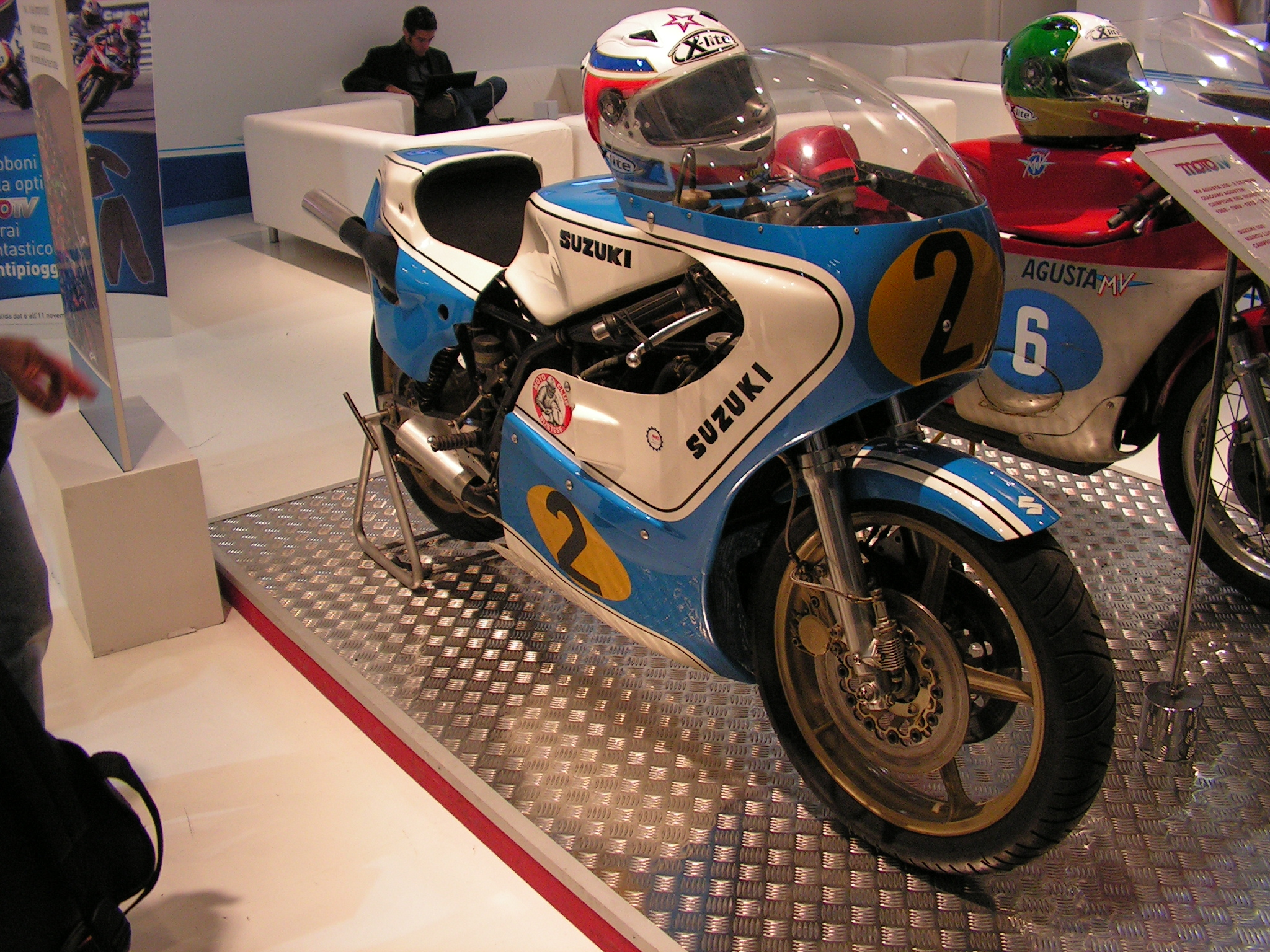
La Suzuki RGB 500 di Randy Mamola del 1981

- AJS E90 500 "Porcupine"
- Aprilia RSW 500
- Cagiva C594
- Cagiva V593
- Cagiva C589
- Gilera 500 4C
- Honda NSR 500
- Honda NS 500
- Honda NR 500
- Moto Guzzi 8 cilindri
- MV Agusta 500 3C
- Norton 500 Manx
- Suzuki RGV Γ 500
- Yamaha YZR 500